# Claire O'Riordan
Claire O'Riordan (Limerick, 12 ottobre 1994) è una calciatrice irlandese, difensore dello Standard Liegi e della nazionale irlandese.

## Carriera
Inizialmente Claire O'Riordan si avvicina allo sport fin da giovanissima, inizialmente rappresentando Limerick, sua città natale, a livello di contea praticando il camogie e nelle attività patrocinate dalla Gaelic Athletic Association (GAA). Solo successivamente, mentre frequentava l'università, inizia a giocare a calcio e alla sua prima convocazione della federazione calcistica dell'Irlanda a Carlow il coordinatore del corso Paul O'Reilly le suggerisce di contattare il Wexford Youths, società con sede a Crossabeg, villaggio della Contea di Wexford.

### Club
O'Riordan inizia a vestire la maglia del Wexford Youths dal 2013, venendo inserita da subito nella squadra titolare che partecipa alla Women's National League (WNL), livello di vertice del campionato irlandese femminile di calcio. Rimane legata alla società per cinque stagioni, condividendo con le compagne il titolo di campione d'Irlanda per tre volte
Nel luglio 2018 O'Riordan coglie l'occasione per disputare il suo primo campionato all'estero sottoscrivendo un contratto con il MSV Duisburg per giocare il Frauen-Bundesliga, massimo livello del campionato tedesco, dalla stagione 2018-2019, ricoprendo principalmente il ruolo di difensore centrale.

### Nazionale
O'Riordan viene convocata per la prima volta direttamente con la nazionale maggiore nel 2016. Inserita in rosa dall'allora Commissario tecnico Susan Ronan con la formazione che partecipa all'edizione 2016 della Cyprus Cup, fa il suo debutto nell'incontro del 7 marzo, l'ultimo del gruppo A della fase a gironi, perso per 1-0 con l'Ungheria
Colin Bell, che rileva Sue Ronan sulla panchina dell'Irlanda, le concede di nuovo fiducia convocandola per la fase di qualificazione della zona UEFA ai Mondiali di Francia 2019. Bell dopo averla lasciata in panchine per due incontri del gruppo 3, la impiega nella partita casalinga dell'8 giugno 2018 persa 2-0 con la Norvegia e in quella vittoriosa  sull'Irlanda del Nord del 31 agosto successivo.

## Palmarès

### Club
- Campionato irlandese: 3

Wexford Youths: 2014-2015, 2015-2016, 2017
- Coppa d'Irlanda femminile: 2

Wexford Youths: 2015, 2018
- Women's National League Cup: 1

2013-2014
- Women's National League Shield: 1

2015-2016